# Michael Mancienne
Michael Ian Mancienne (Londres, 8 de Janeiro de 1988) é um ex-futebolista inglês que atuava como zagueiro.

## Carreira
Mancienne foi revelando nas categorias de base do Chelsea, sendo incorporado ao elenco profissional no início de de 2006, mas não participando de nenhuma partida. Para ganhar experiância, foi emprestado ao Queens Park Rangers por uma temporada, mas acabou renovando por mais uma, por conta do bom futebol apresentado.
Após retornar do empréstimo, não ficou muito tempo, sendo novamente emprestado, agora ao Wolverhampton Wanderers. No seu retorno no início de 2009, o então treinador Luiz Felipe Scolari decidiu deixá-lo com o restante do elenco para a disputa da segunda parte da temporada.
Em 2006, Mancienne recebeu o convite para defender a seleção de Seychelles, como seu pai, mas acabou recusando. Dois anos após recusar o convite, em 15 de novembro de 2008, acabou sendo convocado pela primeira vez para a seleção principal da Inglaterra, por Fabio Capello, para o amistoso contra a Alemanha, em Berlim, mas acabou não participando da partida, ficando o tempo todo no banco.
Sem espaço no elenco desde sua volta, em 13 de agosto de 2009, foi novamente emprestado ao Wolverhampton Wanderers, retornando novamente aos Blues após o término da temporada. Após apenas alguns meses do retorno ao Chelsea, foi novamente emprestado ao Wolverhampton para a temporada 2010-11. Durante sua passagem, sofreu uma grave lesão, tendo ficado parado durante quase quatro meses.
Foi anunciado como nova contratação do Hamburgo em 1 de junho de 2011, tendo firmando um contrato de quatro temporadas.

## Títulos
Wolverhampton Wanderers
- Segunda Divisão Inglesa: 2009

Chelsea
- Copa da Inglaterra: 2009

### Individuais
- Revelação do Chelsea: 2009